# 広島県道297号石風呂切串線
広島県道297号石風呂切串線（ひろしまけんどう297ごう いしぶろきりくしせん）は、広島県江田島市を通る一般県道である。

## 概要
江田島市江田島町宮ノ原3丁目から江田島市江田島町切串3丁目に至る。起点と終点の両端で国道487号と接続する。
江田島市内の県道で唯一、他の県道と交わらない。

### 路線データ
- 起点：江田島市江田島町宮ノ原3丁目（国道487号交点）
- 終点：江田島市江田島町切串3丁目（国道487号交点）

## 歴史
- 1993年（平成5年） - 路線認定。

## 地理

### 通過する自治体
- 江田島市

### 交差する道路
| 交差する道路 | 交差する場所        | 交差する場所 |
| ------------ | ------------------- | ------------ |
| 国道487号    | 江田島町宮ノ原3丁目 | 起点         |
| 国道487号    | 江田島町切串3丁目   | 終点         |

### 沿線
- 海上自衛隊 標的機整備隊
- 幸の浦荒神社
- 潮干狩り
- 切串港フェリーのりば
- 江田島市立切串小学校
- 江田島市立切串中学校

### 峠
- 幸の浦峠（江田島市）